# Scandal Osaka-jo Hall 2013: Wonderful Tonight
A Scandal Osaka-jo Hall 2013: Wonderful Tonight (a borító írásmódja szerint SCANDAL OSAKA-JO HALL 2013「Wonderful Tonight」) a Scandal japán pop-rock együttes ötödik koncertlemeze, mely 2013. július 24-én jelent meg az Epic Records Japan gondozásában. A felvételek 2013. március 3-án az Osaka-jo Hall arénában készültek. A kiadvány a negyedik helyet érte el a japán Oricon heti zenei DVD és a tizedik helyet a heti összesített DVD eladási listáján.

## Számlista
1. Scandal Baby
2. Space Ranger (スペースレンジャー?)
3. Love Survive
4. Hosi no furu joru ni (星の降る夜に?, ’Ezen a csillagfényes éjszakán’)
5. Sunkan Sentimental (瞬間センチメンタル?, ’Érzelmes pillanat’)
6. Sódzso S (少女S?, ’Lányok’)
7. Taijó Scandalous (太陽スキャンダラス?, ’Botrányos Nap’)
8. Koi no hadzsimari va Diet (恋の始まりはダイエッ?, ’A szerelem diétával kezdődik’)
9. Rock’n Roll
10. Queens Are trumps
11. Kageró (カゲロウ?, ’Tiszavirág’)
12. Harukaze
13. One Piece
14. Welcome Home
15. Very Special
16. Shining Sun
17. Taijó to kimi ga egaku Story (太陽と君が描くSTORY?, ’A történet, amit te és a Nap rajzolt’)
18. Satisfaction (サティスファクション?)
19. Doll
20. Everybody Say Yeah!